# Rubén Pérez Chueca
Rubén Pérez Chueca (Zaragoza, Zaragoza, España, 7 de agosto de 1980) fue un futbolista profesional español que jugaba como guardameta y que juega de manera amateur como central en la U.D. Jesus i Maria.

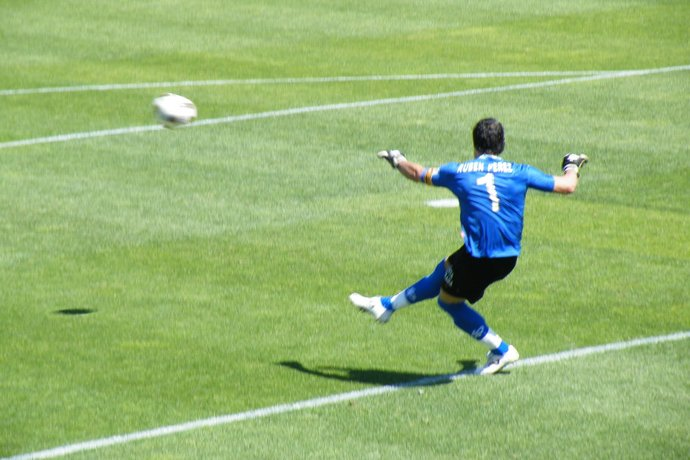
Rubén Pérez el 15 de mayo de 2011 en un partido contra el Betis.

## Trayectoria
El guardameta maño se formó en el Stadium Casablanca hasta que finalizada su etapa juvenil fue contratado por C.F. Figueruelas (2ªB), debutando en la categoría frente al C.At. Osasuna "B" en el Estadio San Isidro (Figueruelas).
Tras el descenso del equipo, fichó por la S. D. Huesca (3ª División) donde jugó dos temporadas, consiguiendo en la primera de ellas el ascenso a 2ªB.
Sus buenas actuaciones en el marco oscense le llevaron a firmar en la temporada 2002-2003 por el Deportivo Alavés "B" (2ªB), donde fue el guardameta titular durante las dos siguientes temporadas.
Tras dejar el filial babazorro firmó por el C.D. Badajoz (2ªB) donde jugó hasta en el mercado de invierno de la 2005-2006 cuando fichó por el C. Gimnàstic de Tarragona (2.ª) debutando frente al Lorca Deportiva C.F. en el Nou Estadi de Tarragona.
En el conjunto grana jugó 7 temporadas defendiendo el marco en 1ª División (2006-2007), 2ª División (2005-2006 y 2007-2012) y 2ªB (2012-2014). Además es uno de los jugadores con más partidos disputados con el equipo.
En el mercado invernal de la temporada 2013-2014 Rubén Pérez regresó a la S. D. Huesca, recién descendida a 2ªB. Terminada la temporada, tras desvincularse del club oscense, decidió colgar los guantes, pero regresó para la 2º vuelta de la temporada 2014-2015 para ser suplente de Édgar Badía en las filas del C.F. Reus Deportiu (2ªB). Durante este retiro el guardameta jugó como central del C.D.C. Torreforta (Territorial Preferente de Cataluña), donde regresó tras colgar definitivamente los guantes. Además tiene una escuela de porteros en Tarragona.

Como curiosidad, durante un partido contra la Real Sociedad en Primera División recibió un gol de falta por parte del portero chileno Claudio Bravo.

## Clubes
| Club                   | País   | Año             |
| ---------------------- | ------ | --------------- |
| C.F. Figueruelas       | España | 1999-2000       |
| S. D. Huesca           | España | 2000-2002       |
| Deportivo Alavés "B"   | España | 2002-2004       |
| C.D. Badajoz           | España | 2004-2005       |
| Gimnàstic de Tarragona | España | 2006-2013       |
| S. D. Huesca           | España | 2013-2014       |
| C.F. Reus Deportiu     | España | 2014            |
| C.D.C. Torreforta      | España | 2015            |
| U.D. Jesus i Maria     | España | 2020-actualidad |